# John Arden
John Arden (26. Oktober 1930 in Barnsley, West Riding of Yorkshire, England – 28. März 2012 in Galway, Irland) war ein britischer Schriftsteller, der vor allem als Dramatiker und Hörspielautor bekannt wurde. Viele seiner Sujets betreffen die irisch-britische Geschichte des 20. Jahrhunderts.

## Leben
Arden wurde 1930 in Yorkshire geboren. Er besuchte in Sedbergh, Cumbria, eine traditionsreiche Privatschule und studierte nach Ableistung seines Wehrdienstes (1949–1950) von 1950 bis 1953 am King’s College der University of Cambridge sowie von 1954 bis 1955 am Edinburgh College of Art in Edinburgh, das er mit einem Diplom in Architektur erfolgreich verließ. Von 1955 bis 1957 war er als „architectural assistant“ in London beschäftigt.
Literarisch machte Arden erstmals 1956 mit dem Hörspiel The Life of Man auf sich aufmerksam, mit dem er den ersten Preis eines BBC Northern Region Dramenwettbewerbs gewann. Seit seiner Heirat mit der Schauspielerin und späteren Co-Autorin vieler Stücke Margaretta D’Arcy begann er, ausschließlich als Schriftsteller und Dramatiker zu arbeiten, und war 1958 für kurze Zeit script-reader am Londoner Royal Court Theatre, wo auch alle seine frühen Stücke uraufgeführt wurden.
Bereits sein Theaterstück Serjeant Musgrave’s Dance von 1959 – in der Tradition des Epischen Theaters von Brecht – machte Arden international bekannt. Auch seine weiteren Werke zeigen den Einfluss Brechts, wobei sein umfangreiches dramatisches Gesamtwerk vom Protest gegen Imperialismus, gegen die britische Präsenz in Nordirland und gegenüber dem militärisch-industriellen Komplex geprägt ist. Viele seiner gesellschaftskritischen Stücke sind zusammen mit seiner Frau Margaretta D’Arcy (* 1934) entstanden, mit der er seit 1957 verheiratet war, Vater von fünf Söhnen wurde und wiederholt im Protest gegen das Theater-Establishment in Großbritannien gemeinsam öffentlich auftrat.
Nach Tätigkeiten als „Visiting Lecturer for Politics and Drama“ an der New York University 1967 und Honorary Chairman der pazifistischen Zeitschrift Peace News und den negativen Erlebnissen auf einer Indienreise 1970 sowie Auseinandersetzungen über die Aufführungsrechte zweier seiner Stücke engagierte Arden sich in seinen neueren Dramen in militanter und teils propagandistischer Form in der politisch linken Szene und widmete sich vor allem der Problematik des zerrissenen Irlands.
1961 gehörte Arden zu den Gründungsmitgliedern der von Bertrand Russell initiierten britischen Antikriegs- und Antinukleargruppe Committee of 100. In Irland, wo Arden seit 1962 mit seiner Frau im Co Galway lebte, war er zeitweise Mitglied der Sinn Féin. Als vehementer Verteidiger der Bürgerrechte war Arden der staatlichen britischen Anti-Terror-Gesetzgebung gegenüber äußerst kritisch eingestellt, wie es z. B. 2007 in seinem Hörspiel The Scam zum Ausdruck kam.
Neben den Hörspielen und seinem dramatischen Werk verfasste Arden auch vier Romane, von denen Silence Among the Weapons 1982 in die Shortlist für den Man Booker Prize kam, sowie eine Reihe von Kurzgeschichten. Im April 2011 wurde Arden Mitglied von Aosdána. Er starb im Frühjahr 2012 im Alter von 81 Jahren im westirischen Galway.

## Werke (Auswahl)

### Stücke
- 1955: All Fall Down
- 1958: Live Like Pigs
- 1959: Serjeant Musgrave’s Dance, An Un-historical Parable
- 1960: The Business Of Good Government – mit Margaretta D’Arcy
- 1963: The Workhouse Donkey
- 1964: Armstrong’s Last Goodnight (im Dialekt der schottischen Lowlands)
- 1965: Left-handed Liberty: A Play about Magna Carta
- 1972: The Ballygombeen Bequests – mit Margaretta D’Arcy
- 1972: The Island of the Mighty – mit Margaretta D’Arcy
- 1975: The Non-Stop Connolly Show (26-stündiger Zyklus um James Connolly)
- 1978: Vandaleur’s Folly – mit Margaretta D’Arcy
- 1982: The Little Gray Home in the West

### Hörspiele
- 1956: The Life of Man
- 1988: Whose Is the Kingdom? (Sendereihe)
- 2007: The Scam

### Romane
- 1982: Silence Among the Weapons
- 1988: Books of Bale. A Fiction of History – über John Bale (1495–1563)
- 1991: Cogs Tyrannic
- 1995: Jack Juggler and the Emperor’s Whore

### Kurzgeschichten
- 2003: The Stealing Steps
- 2010: Gallows and Other Tales of Suspicion and Obsession

### Essays
- 1978: To Present the Pretense (Essay-Sammlung)